# جون ستيفن
جون ستيفن (بالإنجليزية: John Stephen)‏ هو مصمم أزياء بريطاني، ولد في 28 أغسطس 1934، وتوفي في 1 فبراير 2004 بسبب سرطان.